# Laguna Yema
Laguna Yema ist die Hauptstadt des Departamento Bermejo in der Provinz Formosa im Norden Argentiniens. Sie liegt 380 Kilometer von der Provinzhauptstadt Formosa entfernt, mit der sie über die Ruta Nacional 81 verbunden ist. In der Klassifikation der Gemeinden der Provinz gehört es zu den Gemeinden (Municipio) der 3. Kategorie.

## Geschichte
Die Gründung des Ortes erfolgte im Zuge des Baus der Eisenbahnlinie Formosa – Embarcación im Jahre 1925.

## Wirtschaft und Tourismus
In den 1980er Jahren wurde der 14.500 Hektar große Stausee Laguna Yema als Wasserreserve aufgestaut. Er bedeckt das ursprüngliche Dorf des Wichi-Häuptlings Yema. Der Stausee dient zur Trinkwasserversorgung und Bewässerung der Región bis zum Ort Las Lomitas, etwa 78 Kilometer vom Stausee entfernt. Touristisch wird er für Fotosafaris, Birdwatching und zum Sportfischen genutzt.